# دونالد أرشيبالد
دونالد أرشيبالد هو سياسي كندي، ولد في 16 أغسطس 1840، وتوفي في 1 سبتمبر 1908. حزبياً، نشط في الحزب الليبرالي في نوفا سكوشا ‏.